# Греція на літніх Олімпійських іграх 2000
Греція на літніх Олімпійських іграх 2000 була представлена 140 спортсменами в 23 видах спорту і виборола 13 медалей.

## Медалісти
Золото
| Золото |                       |                                    |
| №      | Спортсмени            | Вид спорту (дисципліна)            |
| 1      | Константінос Кентеріс | Легка атлетика (біг на 100 метрів) |
| 2      | Міхаіл Мурутсос       | Тхеквондо                          |
| 3      | Піррос Дімас          | Важка атлетика                     |
| 4      | Кахі Кахіашвілі       | Важка атлетика                     |

Срібло
| Срібло |                    |                                    |
| №      | Спортсмени         | Вид спорту (дисципліна)            |
| 1      | Екатеріні Тану     | Легка атлетика (біг на 100 метрів) |
| 2      | Анастасія Келесіду | Метання диска                      |
| 3      | Мірела Маньяні     | Метання списа                      |
| 4      | Демосфен Тампакос  | Спортивна гімнастика               |
| 5      | Леонідас Сампаніс  | Важка атлетика                     |
| 6      | Віктор Мітру       | Важка атлетика                     |

Бронза
| Бронза | |                                          |
| №      | Спортсмени                                                                                          | Вид спорту (дисципліна)                  |
| 1      | Іоанна Хатзііоанну                                                                                  | Важка атлетика                           |
| 2      | Аміран Картанов                                                                                     | Вільна боротьба                          |
| 3      | Ірині Енділі, Евангелія Христодулу, Марія Георгату, Захарула Каріамі, Харіклея Пантазі, Анна Полату | Спортивна гімнастика (командне змагання) |